# Вулиця Вагова (Львів)
Ву́лиця Вагова́ — вулиця у Галицькому районі міста Львова, неподалік історичного центру Львова. Сполучає проспект В'ячеслава Чорновола з вулицею Пантелеймона Куліша.

## Історія
Вулиця виникла на початку XIX століття, її позначено на плані Львова 1829 року, тоді вздовж неї (з парного боку) протікав рукав Полтви. У другій половині XIX століття вважалася частиною площі Сольських (пізніше — Зернової площі, зникла у 1960-х роках). У 1871 році магістрат виділив її в окрему вулицю та дав сучасну назву на честь Міської ваги, що була поблизу (у період німецької окупації вулиця називалася Вааґеґассе).
До другої світової війни вулиця була довшою, адже починалася від площі Різні. Скорочена за радянських часів через розширення проїжджої частини вулиці 700-річчя Львова (нині — проспект Чорновола).

## Забудова
Житлова забудова вулиці складається переважно з триповерхових будинків у стилі класицизм кінця XIX — початку XX століть, що розташовані з непарного боку вулиці. За часів Польської республіки у будинку № 1 (не зберігся) був магазин тканин Лібера та магазин шкільного приладдя, у будинку № 7 — кондитерська Ліхта, у будинку № 9 — магазин біжутерії Бадера, у будинку № 11 — магазин тканин Шніцмана.